# António Garcia Pereira
António Pestana Garcia Pereira (Lisboa, 14 de novembro de 1952) é um advogado, professor universitário e político português.

## Percurso académico e profissional
Licenciado, mestre e doutor em Direito, a sua tese de doutoramento, na disciplina de Direito do Trabalho, intitula-se A viragem do século. Ocaso ou renascimento do Direito do Trabalho
Advogado desde 1977, ano em que foi admitido na Ordem dos Advogados, que lhe atribuiu o título de advogado especialista em Direito do Trabalho, é fundador da Garcia Pereira & Associados, Sociedade de Advogados.
Conciliou com a advocacia o exercício da docência universitária. Foi assistente da Faculdade de Direito da Universidade de Lisboa, admitido em 1975. Manteve-se nessa faculdade até 1986, ano em que passou a lecionar no Instituto Superior de Economia e Gestão da Universidade Técnica de Lisboa.. Entre 1991 e 1992 foi também professor convidado do Departamento de Direito da Universidade Autónoma de Lisboa. Enquanto professor do ISEG, tem regido as seguintes disciplinas de Relações Industriais e Direito do Trabalho; Direitos Sociais e Cidadania e Direito do Trabalho Até 2022, leccionou, no ISEG, as cadeiras de Introdução ao Direito, Direito do Trabalho e da Segurança Social e Introdução ao Direito do Trabalho. No dia em que completou 70 anos de idade, deu a sua última aula, aberta ao público, intitulada "O Trabalho e o Direito do Trabalho no Século XXI".
Tem sido conferencista nas diversas edições anuais do Congresso Nacional de Direito do Trabalho, bem como em inúmeros outros eventos, da área do Direito em geral, da Justiça e do Direito Social e Económico, e muito em particular da área dos direitos, liberdades e garantias dos cidadãos. Tem também participado em diversos encontros internacionais, nomeadamente da JUTRA – Associação Luso-Brasileira de Juristas do Trabalho.
Foi presidente da Comissão de Direitos Humanos da Ordem dos Advogados entre 1998 e 2000. Atualmente, é presidente da Associação Portuguesa dos Direitos dos Cidadãos, presidente honorário do Comité Sindical de Energia da CPLP e presidente honorário da APAR - Associação Portuguesa de Apoio ao Recluso.

## Atividade política
Garcia Pereira teve, na sua juventude, uma participação ativa no movimento de contestação estudantil à ditadura.
Aderiu à Federação dos Estudantes Marxistas-Leninistas, a juventude do MRPP, em 1972, ano em que assistiu ao assassinato de José Ribeiro dos Santos pela PIDE, num anfiteatro do ISEG.
Integrou o movimento associativo Ousar Lutar, Ousar Vencer, tendo sido suspenso e alvo de um processo disciplinar na Faculdade de Direito de Lisboa em dezembro de 1973.
Militante do MRPP desde 1974, grupo político com significativa implantação no meio universitário lisboeta, Garcia Pereira chegou à liderança do Comité Central desta estrutura em 1982. Encabeçou diversas candidaturas do mesmo partido, para as eleições legislativas, para as autárquicas em Lisboa, e foi candidato a Presidente da República, em 2001 e 2006.
Mais de 30 anos volvidos à frente do PCTP/MRPP, foi suspenso da comissão permanente do Comité Central do partido em 6 de outubro de 2015, juntamente com outros quatro elementos da mesma Permanente, por serem considerados os «principais responsáveis» pela derrota nas legislativas. Em 25 de novembro de 2015 Garcia Pereira apresentou a demissão do PCTP/MRPP; justificou a decisão com os «permanentes ataques pessoais e imputações infamantes de toda a ordem, sem qualquer possibilidade de debate», que estão a ser feitos contra si no jornal do partido na Internet. Tanto a mulher, Sandra Pereira Vinagre, como a filha, Rita Garcia Pereira, vieram a público defender Garcia Pereira numa tentativa de esclarecer a opinião pública sobre o que realmente se estava a passar.
A 24 de Maio de 2017 quebra o silêncio em que se manteve desde 6 de Outubro de 2015 divulgando um site (www.emnomedaverdade.com) com oito textos que pretendem esclarecer a verdade das falsidades que ao longo de 18 meses foram sendo publicadas no jornal do PCTP/MRPP com um texto introdutório que explica o porquê do seu silêncio e as razões de o quebrar: o dever de revelar a verdade, o respeito pelos camaradas de Partido e amigos e pelos 60 mil votantes no PCTP/MRPP e porque não pode continuar calado perante situações que lhe "revolvem as entranhas".
António Garcia Pereira foi colunista do jornal online "Tornado" e desde Novembro de 2017 é colunista do jornal "Notícias Online". Contribui ainda pontualmente para a Revista "[sem] Equívocos".

## Prémios e distinções
Em novembro de 2013 foi-lhe atribuído o prémio de "Excelência Política", na gala de prémios da Revista "Mais Alentejo".
Em Maio de 2018 foi distinguido com a Medalha de Honra da Ordem dos Advogados. Esta medalha é o galardão destinado a distinguir os advogados que, pelo seu mérito, honorabilidade e modo de exercício da profissão, tenham contribuído relevantemente para a dignidade e prestígio da advocacia.
Em 2022 foi distinguido pela Chambers and Partners, considerado o mais prestigiado diretório internacional de advogados e sociedades de advogados, como um dos advogados de referência em Portugal na área de Employment, no âmbito do Chambers Europe Guide 2022: "António Pestana Garcia Pereira of Garcia Pereira SP remains a notable practitioner in the employment sector who is well known for his outstanding work representing employees in employment litigation proceedings."
Em Maio de 2024 foi distinguido com o Prémio Nelson Mandela, pela Associação ProPública — Direito e Cidadania.
Em Dezembro de 2024 foi distinguido com o Prémio "Tágides: Pessoas que nos inspiram no combate à corrupção”, na categoria “Projecto da Sociedade Civil”, atribuído pela Associação All4Integrity.

## Contexto Familiar
António Garcia Pereira, casado e pai de 4 filhos, foi fortemente influenciado pelo avô materno tendo-lhe seguido as pisadas.
O seu pai, Aníbal Garcia Pereira, licenciado em Filologia Germânica, foi professor do Liceu Pedro Nunes. A sua mãe, Maria Emília Rego dos Santos Pestana de Garcia Pereira, dona de casa, era filha do ministro das Finanças da primeira República, Manuel Gregório Pestana Júnior.
O bisavô materno, João Alexandrino Fernandes dos Santos, médico em Lisboa, foi padrinho de registo de António Garcia Pereira.
A família paterna é alentejana. O seu avô, António Pereira Queimado, natural de Nisa, estabeleceu-se em Avis, onde casou e nasceu o pai de Garcia Pereira. A sua avó paterna, Leopoldina Maria Leão, é de Aldeia Velha, em Avis.
A mãe, filha de pais madeirenses, nasce no Porto Santo. A avó materna, Maria Ângela Rego dos Santos Pestana, era do Funchal, e o avô materno, Manuel Gregório Pestana Júnior, nasce em Porto Santo em 1886, onde o seu pai era proprietário.
Pestana Júnior foi um brilhante aluno do Colégio de Campolide em Lisboa e da Universidade de Coimbra. Destacou-se na greve académica de 1907 promovida pelos estudantes republicanos, tendo por isso sido processado, julgado e absolvido. 
Formou-se em direito em 1910, tendo voltado nesse ano para a Madeira onde prosseguiu a actividade política. Foi o primeiro administrador do concelho do Funchal, designado pela República em 1911, e eleito deputado às Constituintes pelo Funchal, tendo sido Juiz nessa cidade. De 1922 a 1926 foi eleito deputado por Lisboa e foi membro do Directório do Partido Republicano Português. Em 1924 foi nomeado ministro das Finanças no governo de José Domingues dos Santos, a quem Pestana Júnior acompanhou na dissidência que este teve do Partido Republicano Português e na fundação do Partido Republicano da Esquerda Democrática. 
Fez ainda parte da Câmara Municipal de Lisboa, representando Lisboa no lugar de honra das Festas da Cidade de Ceuta. Com o advento do Estado Novo, Manuel Gregório Pestana Júnior regressou à Madeira onde se estabeleceu como advogado e onde foi presidente da delegação da Ordem dos Advogados do Funchal.
A par da sua agitada carreira política, o avô de Garcia Pereira teve notória actividade na imprensa: foi director e proprietário do diário republicano O Radical e, entre outros, colaborou no Diário de Notícias da Madeira, no Diário da Madeira e na Revista de Direito. Também foi colaborador do Diário de Notícias, em Lisboa, de O Mundo e de A Luta. Publicou vários trabalhos de índole jurídica e um estudo histórico sobre a nacionalidade de Cristóvão Colombo, intitulado Symão Palha, tendo sido um dos primeiros a defender a tese da nacionalidade portuguesa de Cristóvão Colombo, como um agente secreto ao serviço de D. João II.
Garcia Pereira é sobrinho do Coronel Francisco Antonio Vasconcellos Pestana, um dos organizadores do assalto ao Quartel de Beja, uma tentativa de derrubar a Ditadura que teve lugar na noite de 31 de dezembro de 1961 para 1 de janeiro de 1962.

## Livros publicados (seleção)
- 1979, Livro branco do recenseamento eleitoral (coord.).
- 1983, O poder disciplinar da entidade patronal - seu fundamento, Edições Danúbio, Lisboa.
- 1984, Lei da Nacionalidade - anotada, Ed. Danúbio, Lisboa.
- 1984, Código de Processo do Trabalho - anotado, Ed. Danúbio, Lisboa.
- 1988, Temas Laborais, Ed. Vega, Lisboa.
- 1990, As relações entre a Advocacia e as magistraturas, Ed. Vega, Lisboa.
- 1991, Código de Processo do Trabalho e Legislação complementar, Ed. Vega - Lisboa.
- 1992, Temas Laborais (II), Ed. Vega - Lisboa.
- 2002, O Projecto do Código do Trabalho – (insistência em) uma estratégia de derrota, uma técnica deficiente, uma oportunidade perdida!” – Separata da Revista da Ordem dos Advogados, Ano 62, III, Lisboa.
- 2005, Ousar sonhar, ousar lutar, ousar vencer!, Ed. AçorPlus. Colectânea de textos de cidadania e onde conta algumas experiências pessoais, como o momento marcante em que a sua mãe o leva à Prisão do Aljube a ver o tio (Capitão Francisco Pestana), após o mesmo ter sido sujeito à tortura do sono, na sequência da respectiva prisão por ter participado na chamada Revolta do Quartel de Beja.
- 2009, Crónicas – Um País sob escuta, Papiro Editora. Crónicas recolhidas entre 2006 e 2008 e que lançam um outro olhar sobre os muitos casos mediáticos que cobrem o panorama social português.
- 2018, Introdução ao Direito, co-autores: António de Carvalho Gonçalves Ferreira e David Falcão, Ed. Almedina.
- 2019, Por um País mais justo e outras Crónicas (prefácio do General António Ramalho Eanes), Ed. Âncora, Lisboa[16].

## Artigos publicados (seleção)
- 2003, "As diversas e graves inconstitucionalidades do Código do Trabalho", Questões Laborais, Ano X, nº 22, 224-236.
- 2004, "As lições do grande Mestre Alonso Olea – A actualidade do conceito de alienidade no Século XXI", António Monteiro Fernandes (coord.), Estudos de Direito do Trabalho em homenagem do Professor Alonso Olea, Ed. Almedina, 55-75.
- 2004, "A praga do assédio no trabalho – uma questão de cidadania", Revista de Administração Local nº 201, – 2004, 315-322.
- 2006, "O direito de resistência, elemento estruturante do Estado de Direito Democrático", Revista Nova Vaga, nº 7.
- 2012, "As mais recentes alterações ao Código do Trabalho e a gravidade dos seus objectivo e implicações", Questões Laborais vol. 40, 165-173.
- 2013, "O direito do trabalho no cenário de crise económica e financeira", Sociedade e Fiscalidade nº 2, 23-26.
- 2013, "O Memorando de Entendimento com a tróica, um crime de lesa-Pátria",  Eduardo Paz Ferreira (coord.), Troika Ano II. Uma avaliação de 66 cidadãos, Edições 70, 121-137.
- 2016, "O Direito do trabalho do século XXI: a violência das medidas, o deserto de ideias e a importância dos princípios", Revista Segurança nº 231, 32-38.
- 2017, "O direito do trabalho na agricultura", Revista Cultivar nº 10, 51-56.
- 2017, "Crítica à nova dogmática laboral",  Bernardo da Gama Lobo Xavier, Maria do Rosário Palma Ramalho, José João Abrantes, João Leal Amado, David Falcão e Sérgio Tenreiro Tomás (coord.),  Estudos de Direito do Trabalho - em homenagem ao Professor António Monteiro Fernandes, Nova Causa - Edições Jurídicas, vol. 1, 129-138
- 2018, "O crime afinal compensa - A real irreparação dos danos não patrimoniais causados ao trabalhador", II Jornadas Regionais de Direito do Trabalho: Memórias, Ed. Direcção Regional do Emprego e Qualificação Profissional, 137-149.
- 2021, “A ‘nova’ dogmática e o ataque aos direitos trabalhistas”, Jorge Luiz Souto Maior (ed.), O Direito do Trabalho comparado em perspectiva histórica, Campinas – Brasil, Lacier Editora, 359-380.
- 2022, “O Direito do trabalho na primeira linha de combate pelos direitos humanos”, Compêndio de Direitos Humanos'', Comissão de Direitos Humanos da Ordem dos Advogados (ed.), Lisboa, Ordem dos Advogados, 41-49.